# Rai Radio 1
Rai Radio 1 (Rai Radio Uno) – włoska rozgłośnia radiowa, należąca do publicznej grupy mediowej RAI. Stacja, założona 6 października 1924 roku, specjalizuje się w nadawaniu audycji o tematyce informacyjnej, sportowej, nadawaniu słuchowisk oraz graniu muzyki popularnej.
Najpopularniejszymi audycjami produkowanymi przez Rai Radio Uno jest słuchowisko Radio anch’io, a także transmisje sportowe w szczególności transmisje rozgrywek piłkarskich w lidze Serie A oraz Serie B. Bardzo popularny wśród słuchaczy jest także program historyczny, Tutto il calcio minuto per minuto nadawany na żywo nieprzerwanie od 1960 roku.
Rozgłośnia, podobnie jak Rai Radio 2 i Rai Radio 3, posiada własny kanał informacyjny Giornale Radio RAI (GRR), pod nazwą GR1.